# Werner Froemel
Werner Froemel (* 1927 in Ratibor; † 5. Juli 2009 in Bayreuth) war ein deutscher Maler und Bildhauer.

## Leben und Werk
Die bildende Kunst macht sich Werner Froemel im Alter von 50 Jahren zum Lebensinhalt. Vorher ist der studierte Botaniker als Landschaftsarchitekt und Gartenbauunternehmer erfolgreich. Als solcher gestaltete er zahlreiche Parks und Plätze der Region. 1978 trat Froemel erstmals mit einer Einzelausstellung an die Öffentlichkeit. Von da an war er fester Bestandteil des Bayreuther Kunstlebens. Die Skulpturen für die Kliniken in Bayreuth und Kulmbach wurden mit Preisen ausgezeichnet. Die Friedrich-Baur-Stiftung in Altenkunstadt erwarb eine Plastik. Als Artist in Residence nahm Froemel Stipendienaufenthalte am Künstlerhaus Salzburg und an der Villa Romana in Florenz wahr. Er engagierte sich in der Freien Gruppe Bayreuth, bestellte zahlreiche Ausstellungen, experimentierte mit Radio- und Buchprojekten. 2008 erschien eine Textsammlung „Elbnacht“.
Froemels Bilderwelt ist figürlich-realistisch und beinhaltet von der Portraitdarstellung über Landschaften bis hin zu monumentalen Zitaten der christlichen Ikonographie ein breites thematisches Spektrum. Neben Öl- und Acrylgemälden gestaltet Froemel ein umfangreiches grafisches Œuvre. Eine Fülle von Bleistiftzeichnungen und -studien und zahlreiche druckgrafische Blätter behandeln oft zyklische Motivvariationen. Den grafischen Nachlass von Werner Froemel erwarb 2011 die Oberfrankenstiftung. Er wird im Kunstmuseum Bayreuth bearbeitet und aufbewahrt.

## Ausstellungen

### Einzelausstellungen
- 1978: Zeitverbraucher, Kunstverein Nürnberg Albrecht Dürer Gesellschaft[4]
- 1983: Werner Froemel: Handzeichnungen, Radierungen und Acrylbilder, Galerie am Schillerplatz, Bamberg
- 2005: Werner Froemel – Bilder und Grafik Galerie Bayer, im Kunstforum Heilbronn
- 2007: Werner Froemel – Ölbilder, Galerie Doebele, Berlin

### Ausstellungsteilnahmen
- 1978: Große Kunstausstellung, Haus der Kunst, München
- 2000: Germanisches Nationalmuseum, Nürnberg (Anerkennungspreis)[5]
- 2010: Die Sammlung Felix und Sybille Böcker, Kunstmuseum Bayreuth

## Auszeichnungen
- 2008: Kulturpreis der Stadt Bayreuth[6]

## Literarische Werke
- Elbnacht. Erzählung. Semmelroch Verlag, Kulmbach, 2009, 28 Seiten, ISBN 978-3-941219-03-8
- Elbnacht. Erzählungen. Semmelroch Verlag, Kulmbach, 2008, 140 Seiten, ISBN 978-3-941219-00-7
- Elbnacht. Erzählung. Aus dem Deutschen ins Russische von Svetlana Wöss-Jaremko und Marina Baag, Semmelroch Verlag, Kulmbach, 2009, 28 Seiten, ISBN 978-3-941219-02-1

## Ausstellungskataloge
- Joachim Burmeister, Rudolf Bayer: Werner Froemel, herausgegeben von der Galerie Bayer, Bietigheim-Bissingen, 2005, 96 Seiten
- Fritz H. Oerter: Werner Froemel. Zeitverbraucher, herausgegeben vom Kunstverein Nürnberg Albrecht Dürer Gesellschaft, Nürnberg, 1978, 11 Seiten